# Restio partenocarpos
Restio partenocarpos är en gräsväxtart som beskrevs av Hans Peter Linder. Restio partenocarpos ingår i släktet Restio och familjen Restionaceae. Inga underarter finns listade i Catalogue of Life.